# Лотури (Ботошани)
Лотури (рум. Loturi) насеље је у Румунији у округу Ботошани у општини Манољаса. Oпштина се налази на надморској висини од 113 m.

## Становништво
Према подацима из 2002. године у насељу је живело 245 становника, од којих су сви румунске националности.